# Zatoka Moskitów
Zatoka Moskitów (hiszp. Golfo de los Mosquitos) – zatoka Morza Karaibskiego, rozciągająca się u północno-zachodnich wybrzeży Panamy.
Największą wyspą na wodach zatoki jest wyspa Escudo de Veraguas.
Uwaga: Wybrzeże Moskitów nie jest położone nad Zatoką Moskitów, ale bardziej na północ na karaibskim wybrzeżu Nikaragui i Hondurasu.